# Rue des Quatre-Fils
Rue des Quatre-Fils är en gata i Quartier des Archives i Paris 3:e arrondissement. Rue des Quatre-Fils, som börjar vid Rue Vieille-du-Temple 89 och slutar vid Rue des Archives 60, är uppkallad efter en skylt, vilken framställde Les quatre fils Aymon.

## Omgivningar
- Sainte-Élisabeth-de-Hongrie
- Jardin Anne-Frank
- Square du Temple – Elie-Wiesel
- Jardin de l'Hôtel-Salé – Léonor-Fini
- Jardin des Archives Nationale
- Hôtel de Saint-Aignan
- Sainte-Croix de Paris des Arméniens

## Bilder
| - Skulpturen Les quatre fils Aymon. - Sainte-Élisabeth-de-Hongrie. - Square du Temple – Elie-Wiesel. - Hôtel de Saint-Aignan. |

## Kommunikationer
- Tunnelbana – linje  – Rambuteau
- Busshållplats Archives – Haudriettes – Paris bussnät, linje 29
- Busshållplats Rue Vieille-du-Temple – Paris bussnät, linje 29

### Webbkällor
- ”Rue des Quatre-Fils”. Mairie de Paris. http://www.v2asp.paris.fr/commun/v2asp/v2/nomenclature_voies/Voieactu/7911.nom.htm. Läst 18 april 2021.
- ”Rue des Quatre-Fils”. Les rues de Paris. https://www.parisrues.com/rues03/paris-03-rue-des-quatre-fils.html. Läst 18 april 2021.